# 貴船神明社 (一宮市)
貴船神明社（きふねしんめいしゃ）は、愛知県一宮市に鎮座する神社。

## 由緒
創建時期は不明だが、治暦年間以前の鎮座と伝わる。当社を延喜式神名帳に記載された千野神社とする説もある。境内には、前田利家に仕え加賀八家の一つ奥村家の祖となった奥村永福の生誕地碑がある。また、奥城城主で織田信長に仕えた梶川高盛の屋敷跡とも伝わる。

## 境内

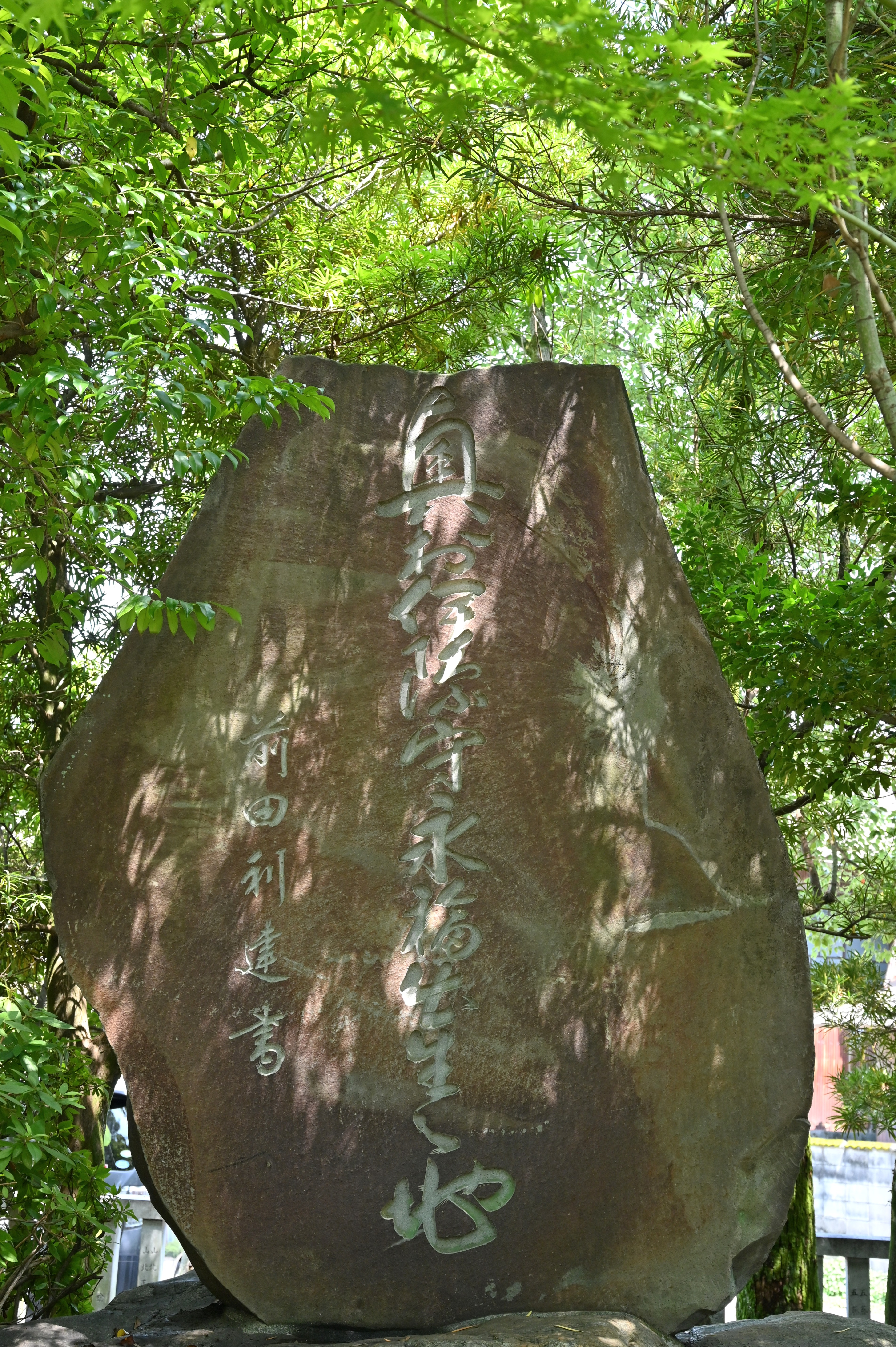
奥村永福生誕地碑
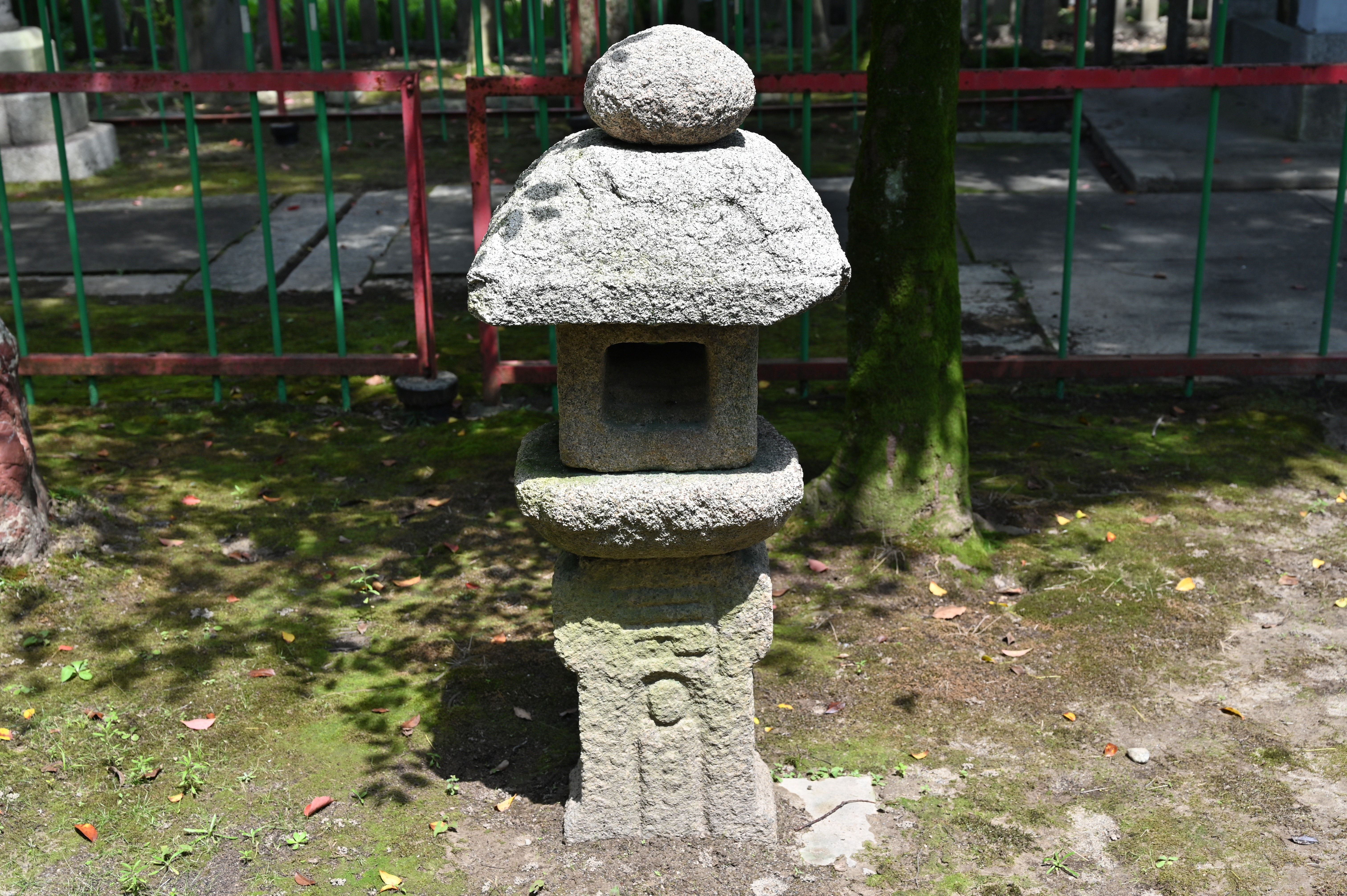
織部型燈篭

## 文化財

### 一宮市指定有形文化財
- 織部型燈篭（工芸）